# Høj beta fusionsreaktor
Høj beta fusionsreaktoren (også kendt som 4. generation prototype T4) er et projekt under udvikling af et team ledet af Charles Chase fra Lockheed Martins Skunk Works. Høj beta konfigurationen muliggør et kompakt fusionsreaktordesign og en hurtigere udviklingstidslinje (5 år i stedet for 30). Projektet blev præsenteret ved Googles Solve for X forum d. 7. februar 2013.

## Design
Fusionsreaktorens størrelse er 2x2x4 meter.  Fusionsreaktoren har en cylindrisk form og har et vakuum indeni med stærke magnetiske felter, der laves med elektromagneter.  Ikke-ioniseret deuterium gas sendes ind i cylinderen og opvarmes med radiobølger, på den måde som en mikrobølgeovn opvarmer mad.  Når gastemperaturen når over 16 elektronvolt, ioniseres gassen til ioner og elektroner.  Denne plasma udøver et tryk på de omgivende magnetfelter. 
Dette plasmatryk holdes i hævd af de omgivende magnetfelters tryk i beta forholdet:
{\displaystyle \beta ={\frac {p}{p_{mag}}}={\frac {nk_{B}T}{(B^{2}/2\mu _{0})}}} 
Planen er at opnå et højt beta-forhold og lave en kompakt 100 MW fusionsreaktor. Selskabet håber på at have en testreaktor i 2015, fungerende prototype i 2019, skalere den op til fuld produktionsmoden model i 2024 og være i stand til at levere den grundlast (eng. Base load power plant) verden har brug for globalt i 2045 (44 Tera-kWt).
Her er nogle andre fusionsreaktor karakteristikker:
- Det magnetiske felt stiger jo længere ud plasmaet kommer, hvilket skubber plasmaet tilbage ind.
- fusionsreaktoren har meget få åbne feltlinjer (kun få veje som plasmaet kan lække ud fra; anvender et cylinderformet vakuumkammer, ikke en Tokamak ring).
- meget god bue kurvebøjning af feltlinjerne.
- systemet har en beta omkring 1.[7]
- dette system anvender deuterium.[7]
- systemet varmer plasmaet ved at anvende radiobølger.[7]

Fusionsreaktoren blev designet af Dr. Thomas McGuire som lavede sin PhD afhandling om fusorer ved MIT.  Chase sagde at “the fuel (two isotopes of hydrogen) has six orders [1.000.000] of magnitude higher energy density than oil. You can’t make a bomb from it, and it has no meltdown risk. It’s very different from nuclear fission reactors.”